# Municipio de German (Dakota del Norte)
El municipio de German (en inglés: German Township) es un municipio ubicado en el condado de Dickey en el estado estadounidense de Dakota del Norte. En el año 2010 tenía una población de 17 habitantes y una densidad poblacional de 0,18 personas por km².

## Geografía
El municipio de German se encuentra ubicado en las coordenadas 46°9′24″N 98°55′21″O / 46.15667, -98.92250. Según la Oficina del Censo de los Estados Unidos, el municipio tiene una superficie total de 91.89 km², de la cual 88,07 km² corresponden a tierra firme y (4,16 %) 3,82 km² es agua.

## Demografía
Según el censo de 2010, había 17 personas residiendo en el municipio de German. La densidad de población era de 0,18 hab./km². De los 17 habitantes, el municipio de German estaba compuesto por el 100 % blancos. Del total de la población el 0 % eran hispanos o latinos de cualquier raza.